# Architektur- und Völkerkundemuseum der Oblast Wologda

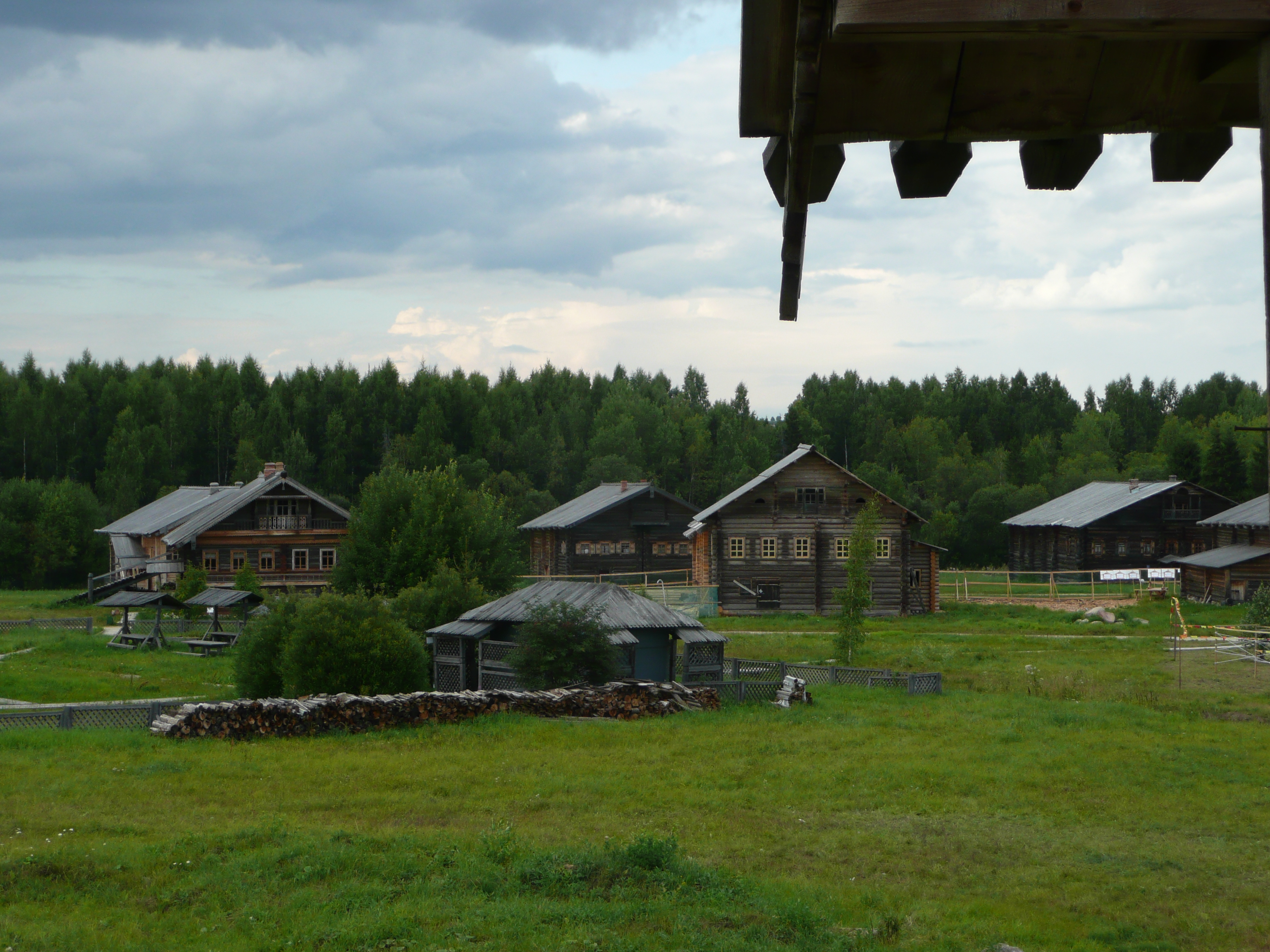
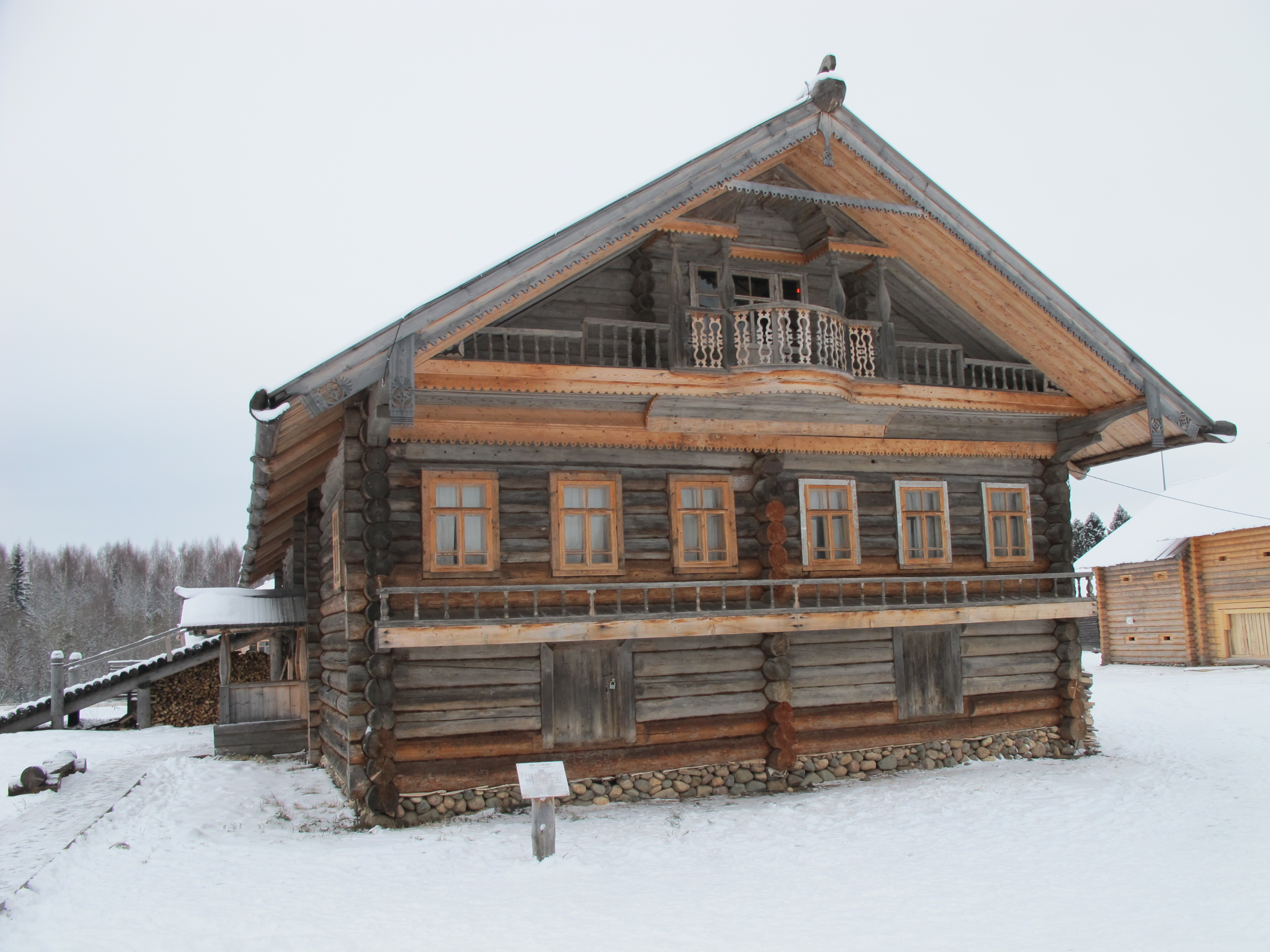
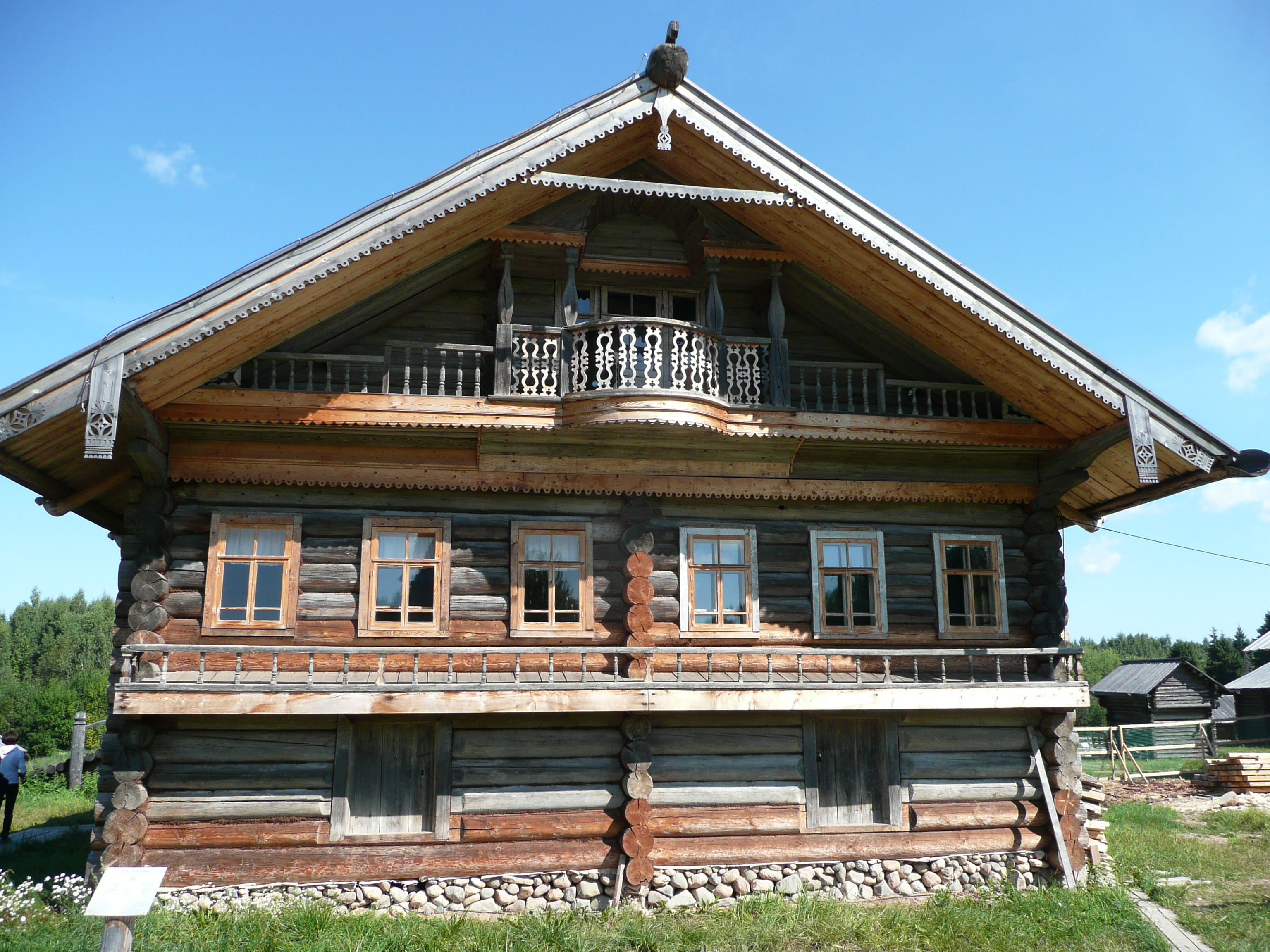
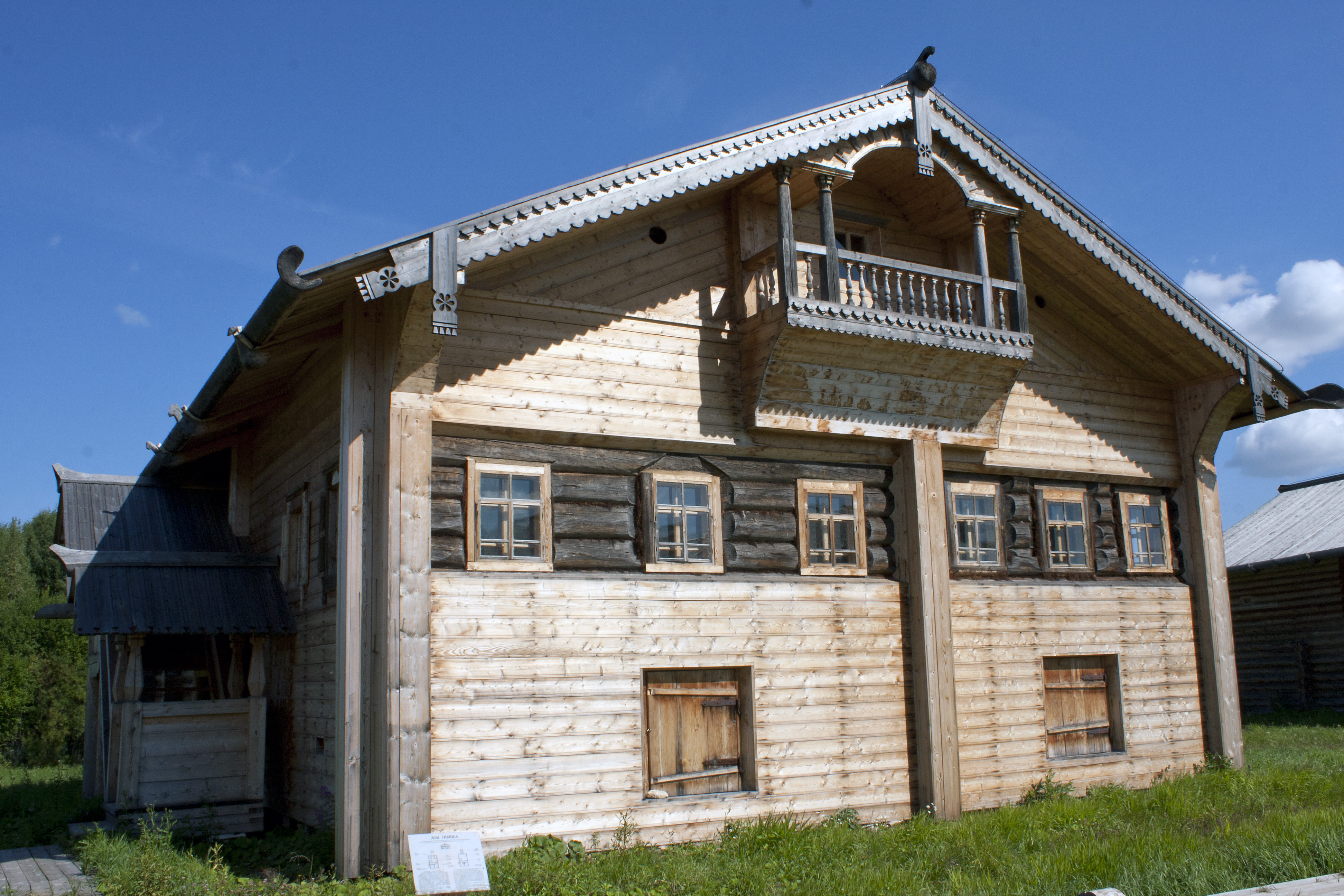
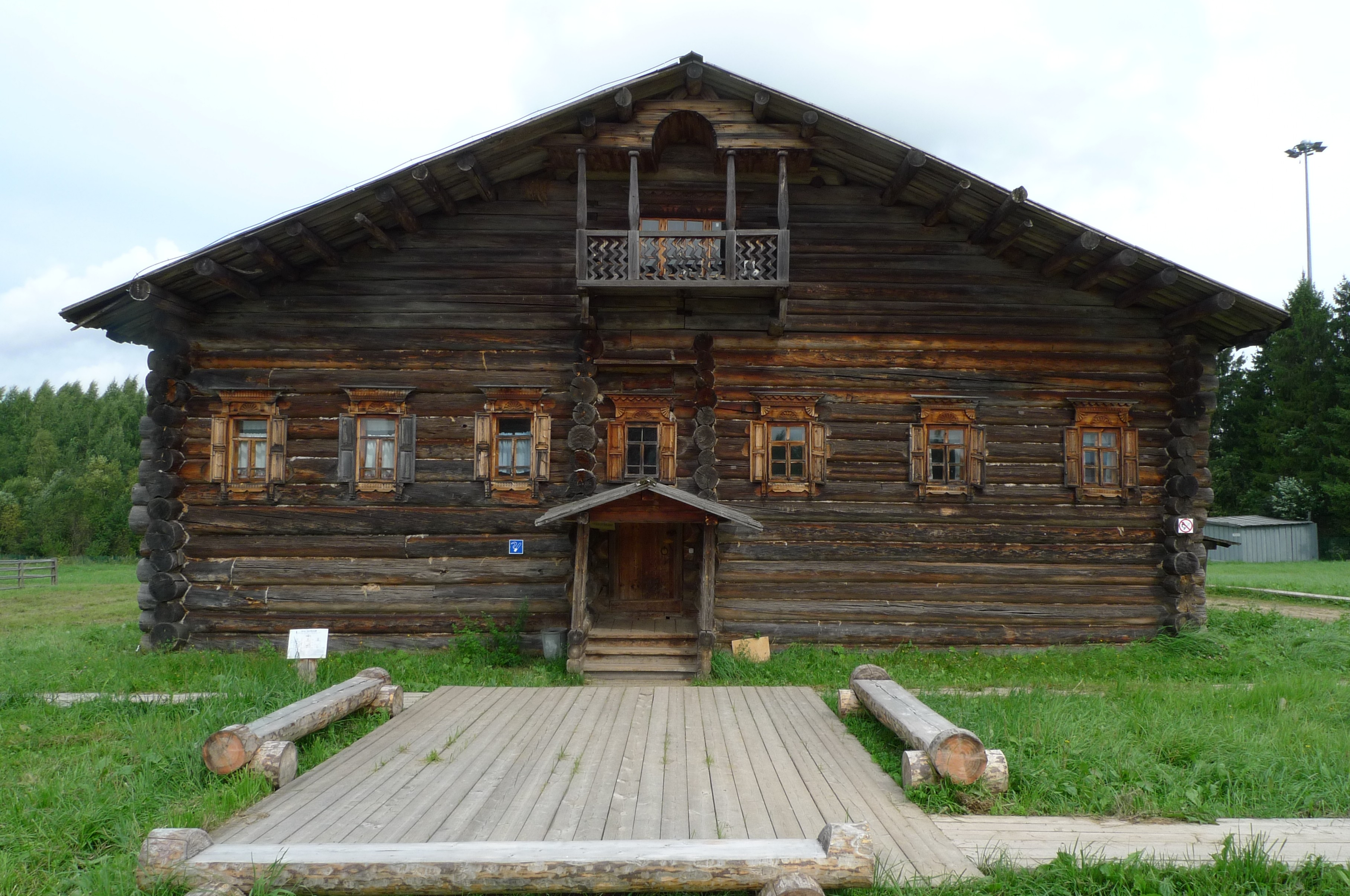
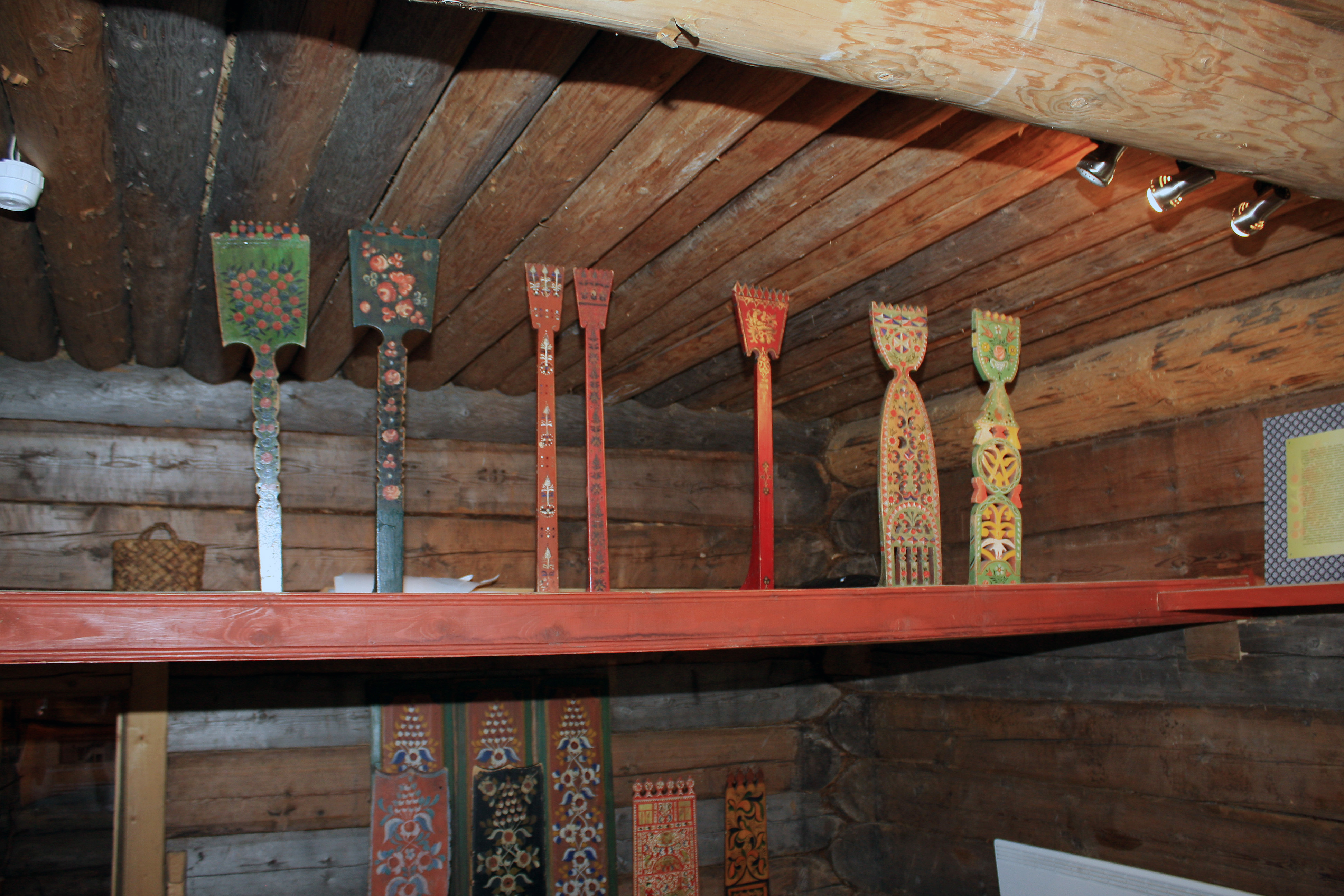
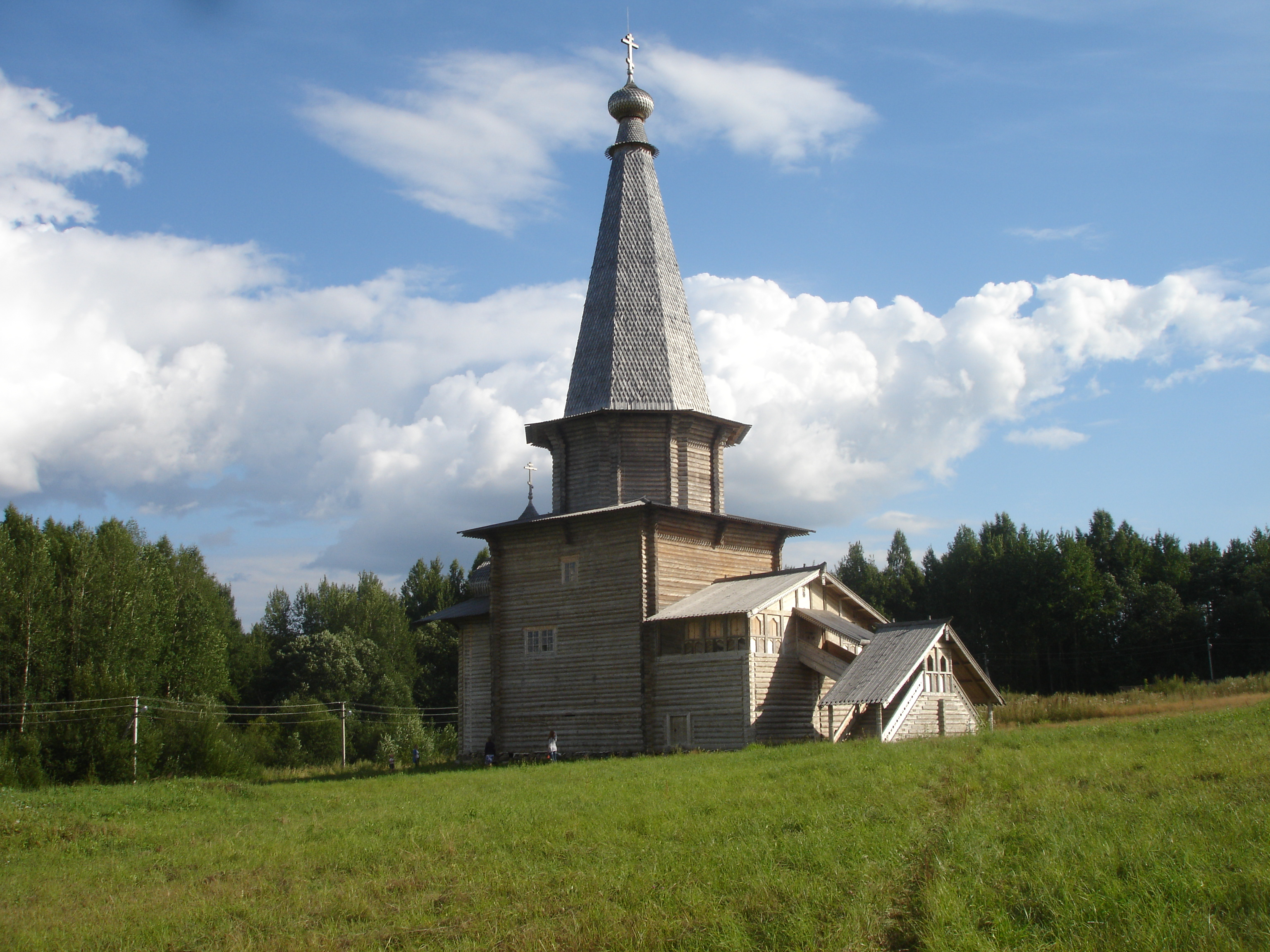
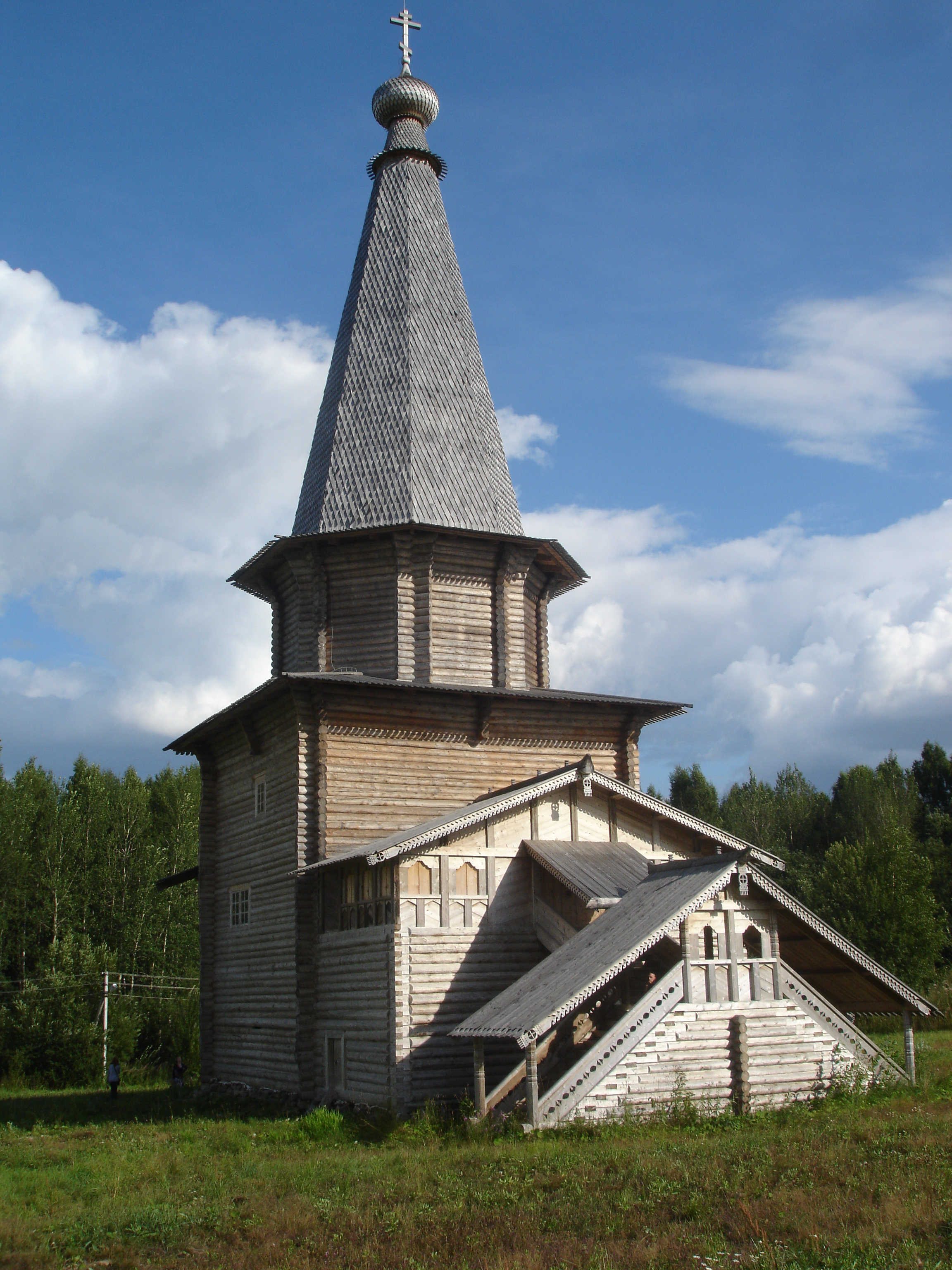
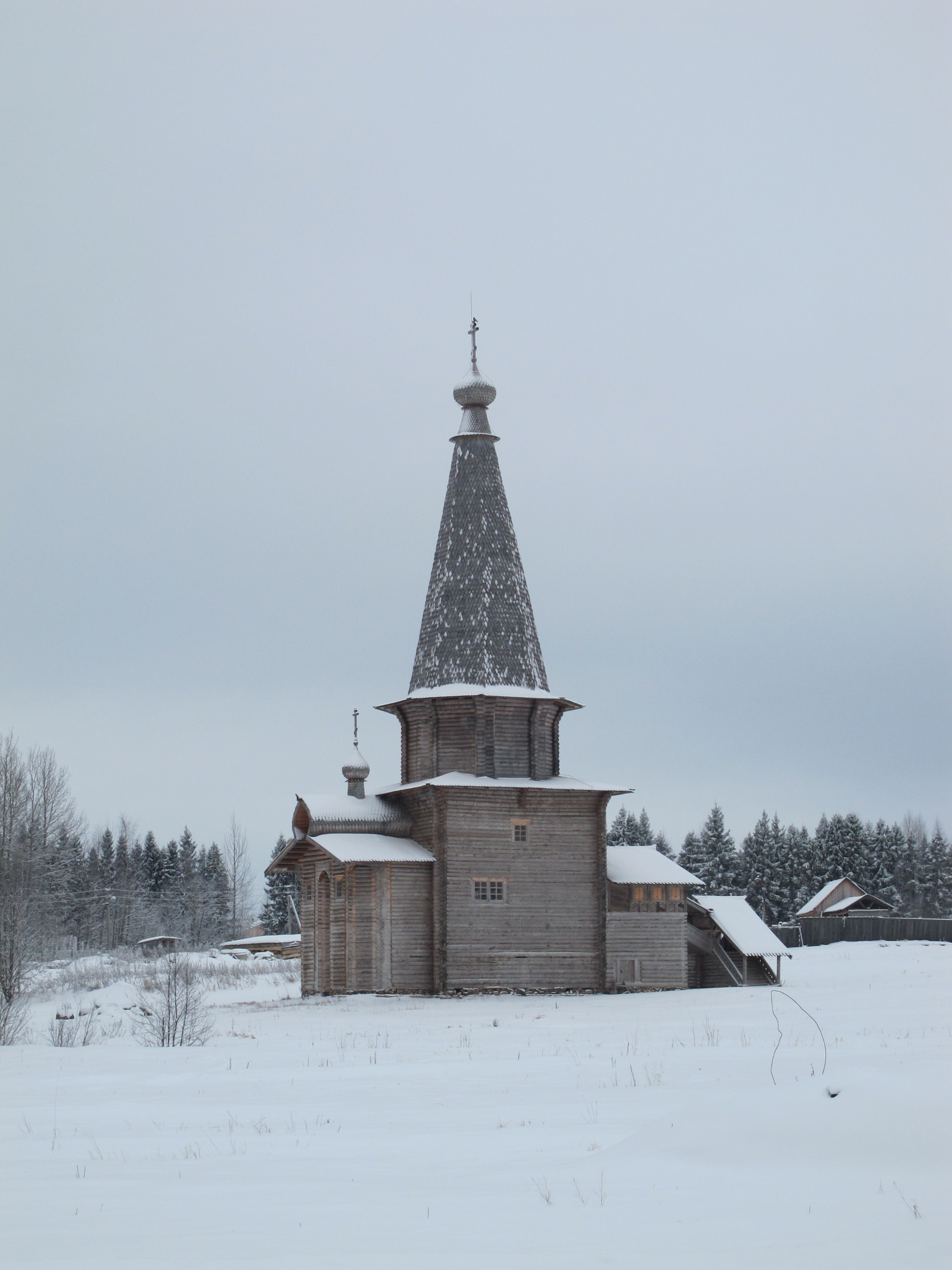

Das Architektur- und Völkerkundemuseum der Holzarchitektur der Oblast Wologda in Semjonkowo (russisch Архитектурно-этнографический музей Вологодской области) beherbergt Denkmäler der regionalen Holzarchitektur aus dem 19. bis zum frühen 20. Jahrhundert. Besonders erwähnenswert sind die Kapelle des Hl. Elias und die St.-Georgs-Kirche.